# Règles pour le parc humain
 (octobre 2012).
- Si vous ne connaissez pas le sujet, laissez ce bandeau (vous pouvez alors contacter les auteurs).
- Si vous supprimez le contenu mis en cause (vous pouvez préalablement contacter les auteurs),

argumentez précisément cette suppression dans la page de discussion
(un manque de référence n'est pas un argument ; une recherche réelle de référence doit avoir été effectuée, être formellement documentée).
Règles pour le parc humain, sous-titré Une lettre en réponse à la Lettre sur l'Humanisme de Heidegger, est un court essai philosophique écrit par Peter Sloterdijk, paru en 1999 en Allemagne, et traduit en français en 2000. 
Le philosophe y explique que l'humanisme, à travers les livres et l'éducation, a longtemps servi à l'autoproduction permanente de l'homme, et attire l'attention sur l'avènement, avec la culture de masse, d'une société post-littéraire et bestialisante. 
Sa parution déclencha une vive polémique en Allemagne de par ses supposés accents eugénistes, celle-ci se poursuivant en France après la sortie de la traduction.

## Contenu

### Les livres, courrier de l'humanisme
Peter Sloterdijk note que l'humanisme a servi à l'éducation de l'homme par l'homme lui-même. Les livres, romans ou essais, qui sont autant de lettres ouvertes entre les hommes, ont effectivement longtemps joué ce rôle d'éducation, en quelque sorte de « dressage » de l'humanité.

### La lecture du courrier humaniste rendue marginale à la fin du XXe
L'école, et en particulier le lycée classique forgé par les États-nations bourgeois aux XIXe et XXe siècles, a en particulier joué ce rôle d'imposer des classiques à la jeunesse, ceci en vue de faire entrer la descendance « dans le cercle des récepteurs des grosses lettres essentielles » (p. 12). Mais pour Sloterdijk, cette époque est aujourd'hui révolue. L'établissement de la culture de masse (radio, télévision, réseaux…) a mené à l'établissement d'une société marginalement, voire, « post-littéraire, post-épistolographique et en conséquence post-humaniste » (p. 13). La floraison littéraire importante d'après 1945, serait son dernier balbutiement, son chant du cygne, un dernier concours d'exaltation et d'auto-illusion.

### Le rôle inhibiteur de la lecture, en opposition aux arènes et aux mass-médias
L'humanisme n'osait se l'avouer, mais « la bonne lecture apprivoise » (p. 16). S'il se livre toujours une bataille en l'homme entre les tensions qui bestialisent et celles qui apprivoisent, le livre est une « résistance à l'amphithéâtre » (p. 17), c'est-à-dire une résistance aux influences bestialisantes (comme par exemple le spectacle des massacres d'animaux et des exécutions entre gladiateurs chez les Romains, réseau de mass-médias antique, ou aujourd'hui des films tels que Massacre à la tronçonneuse). Contre le « mugissement des stades tout autour de la Méditerranée » (p. 17), la lecture est « créatrice de tolérance, source de connaissance » (p. 17). Cet état révèle que l'homme se choisit lui-même, a le choix de sa propre éducation ou de son relâchement. En somme, ceci révèle une « détermination de l'être humain à l'égard de son ouverture biologique et de son ambivalence morale » : l'homme est celui qui peut choisir, à sa guise, sa manière d'éduquer l'homme.

### Heidegger et la clairière de l'Être
Heidegger a, quant à lui, voulu montrer combien l'humanisme (et ses occurrences diverses, notamment depuis 1945, tels le christianisme, le marxisme et l'existentialisme) avait pu occulter l'apparition de la véritable question sur l'essence de l'homme. Il disait même penser contre l'humanisme, depuis son ouvrage Sein und Zeit (Être et Temps). En utilisant des notions poétiques liées à la pastorale et à l'idylle, Heidegger a évoqué la mission fondamentale de l'être humain : « garder l'Être et correspondre à l'Être » (p. 26). Le lieu où s'exerce cet emploi est « la clairière, ou encore l'endroit  où l'Être se révèle et s'ouvre en tant que ce qui est là » (p. 26), nous dit Sloterdijk. L'humanisme avait cette mission de domestication de l'être humain, mais sous ses bonnes intentions, a fini par dissimuler tantôt le bolchévisme, tantôt le fascisme, tantôt l'américanisme… D'où cette question de Sloterdijk : « qu'est-ce qui apprivoise encore l'être humain lorsque l'humanisme échoue dans son rôle d'école de l'apprivoisement humain ? » (p. 30).

### Les étapes du «dressage» de l'homme par lui-même
L'être humain est en effet particulier par son immaturité animale chronique : « Ce venir au monde extatique et cette orientation vers l'Être ont été déposés dans le berceau de l'être humain, avec l'héritage de l'histoire de l'espèce » (p. 32). Sloterdijk retrace la propre domestication effectuée par l'homme envers lui-même, par la langue, la sédentarisation, la « monstrueuse cohabitation » (p. 34) avec les animaux domestiques… Il montre aussi le lien fort qui existe entre la leçon (Lektion) et la sélection (Selektion), ou encore entre le « choix » de l'anthologie (Auslesen) et la lecture (Lesen). Il cite Nietzsche, qui poétise et moque ce « dressage » par la bouche de Zarathoustra : « Leur vertu est ce qui rend modeste et docile ; ainsi du loup ils firent le chien, et de l'homme même la meilleure bête domestique au service de l'homme » . Pour Sloterdijk, « la domestication de l'être humain constitue le grand impensé face auquel l'humanisme a détourné les yeux depuis l'Antiquité jusqu'à nos jours » (p. 40).

### L'éleveur, maître de l'art pastoral
Dans ce parc que forme l'humanité, l'homme d'État, le « pasteur », a pour vocation de créer un véritable tissu : « on ne produira le bon État qu'avec les natures nobles et volontaires restantes - les plus braves servant aux fils de chaîne plus grossiers, les réfléchis au « tissu plus gras, plus tendre, adapté », pour reprendre les mots de Friedrich Schleiermacher » (p.50). Après le grand renversement (métabole), quand les dieux, sous le règne de Zeus, se sont retirés, ils ont laissé les hommes se garder eux-mêmes, et il leur fut donné le soin de choisir eux-mêmes, parmi eux, leur plus digne gardien et éleveur. Le danger est, que si les sages aussi finissent par disparaître, les lettres se transforment en objets archivés et demeurent remisées dans les caves, inactives. Et en ce cas, quid du devenir de l'Homme, puisque celui-ci n'existe pas, mais « que [toujours] il doit se produire lui-même dans une querelle permanente autour de son être non déterminé » (p.58) ?

## Règles pour le parc humain: la polémique
De nombreux intellectuels de gauche allemands, dont Jürgen Habermas, ont été choqués par le livre, dont le thème du « dressage » et de la « sélection » de l'homme par l'homme, leur a paru trop connotée au thème du surhomme nietzschéen, récupéré par les nazis et donc tabou éminent de l'Allemagne actuelle en repentance. Ainsi Reinhard Mohr de s'exprimer : « Sloterdijk propage une « vision d’horreur fasciste » : il suppose « le naufrage de l'Occident » et « appelle à la renaissance de l'humanité par l'esprit de l'éprouvette ».
Sloterdijk se défend d'avoir voulu réaliser une « apologie de la sélection » dans une interview. Toutefois, il pointe que l'éducation est nécessaire, et estime les questionnements de bioéthique légitimes et importants : « il faudra convoquer dans les prochaines années des états généraux des sciences de l'homme pour discuter des limites de la biotechnologie et de la formulation d’un code de conduite » . À ceux qui l'accusent de vouloir jouer à l'apprenti-sorcier du surhomme, celui-ci écrit pourtant dans son livre : « l'humanisme ne peut en rien contribuer à cette ascèse tant qu'il demeure tendu vers l'idéal de l'homme fort » (p. 29). Ayant réveillé ce vieux démon allemand de la sélection humaine et suscité ainsi la polémique, Sloterdijk explique que « la caractéristique de l'époque technique et anthropotechnique est que les hommes se retrouvent de plus en plus du côté de la sélection active ou subjective, même sans avoir voulu s'imposer dans le rôle du sélectionneur ». Arrivé là, il incite à « se saisir du jeu de façon active et formuler un codex des anthropotechniques ».

## Conclusion
Dans cet ouvrage, Sloterdijk révèle ainsi le tabou qui était selon lui la mission centrale de l'humanisme littéraire, à savoir d'éduquer l'homme. Il cherche à démontrer que la transmission des lettres nécessaires à la descendance humaine paraît aujourd'hui mise à mal, écartée par l'intrusion toujours plus abrutissante des médias de masse. Sloterdijk pose ainsi cette question : quelles seront les modalités de la nécessaire auto-éducation de l'homme, au XXIe siècle ? Ne doit-il pas s'en inquiéter, ou du moins s'interroger à ce sujet ?

## Éditions
- (de) Regeln für den Menschenpark. Ein Antwortschreiben zu Heideggers Brief über den Humanismus, Frankfurt, Suhrkamp, 1999  (ISBN 3-518-06582-3)
- (fr) Règles pour le parc humain. Une lettre en réponse à la Lettre sur l'Humanisme de Heidegger, traduit de l'allemand par Olivier Mannoni, Paris, éditions Mille et Une nuits, coll. « La petite collection », 2000, 64 p.